# بنجامین کسل
بنجامین کسل (انگلیسی: Benjamin Kessel؛ زادهٔ ۱ اکتبر ۱۹۸۷) بازیکن فوتبال اهل آلمان است.
از باشگاه‌هایی که در آن بازی کرده‌است می‌توان به باشگاه فوتبال آینتراخت برانشوایگ، باشگاه فوتبال کایزرسلاوترن، و باشگاه فوتبال یونیون برلین اشاره کرد.